# Bertiera aequatorialis
Bertiera aequatorialis är en måreväxtart som beskrevs av Nicolas Hallé. Bertiera aequatorialis ingår i släktet Bertiera och familjen måreväxter. Inga underarter finns listade i Catalogue of Life.